# 道德绝对主义
道德絕對主義主張道德有客觀標準。某些行為絕對是錯誤或是對的，無論當時的情境或意圖如何。
舉例來說：欺騙與暴力行為；無論其動機為何（即使是為了拯救其他人的生命）；都將視為不道德。